# Ryan Murphy
Ryan Murphy, född 9 november 1965 i Indianapolis, Indiana, är en amerikansk författare, regissör och filmproducent. Murphy är mest känd för att ha skapat TV-serierna Nip/Tuck, Popular, Glee, American Horror Story och The New Normal.